# Université Bowen
L'université Bowen (Bowen University en anglais) est une université privée chrétienne évangélique baptiste, située à Iwo au Nigeria. Elle est affiliée à la Nigerian Baptist Convention.

## Historique
L'Université est fondée le 17 juillet 2001 par la Nigerian Baptist Convention ,. Elle ouvre en 2002 avec 500 étudiants. En 2017, elle compterait 5 000 étudiants. En 2018, l’université a lancé une chaîne de radio .

## Campus

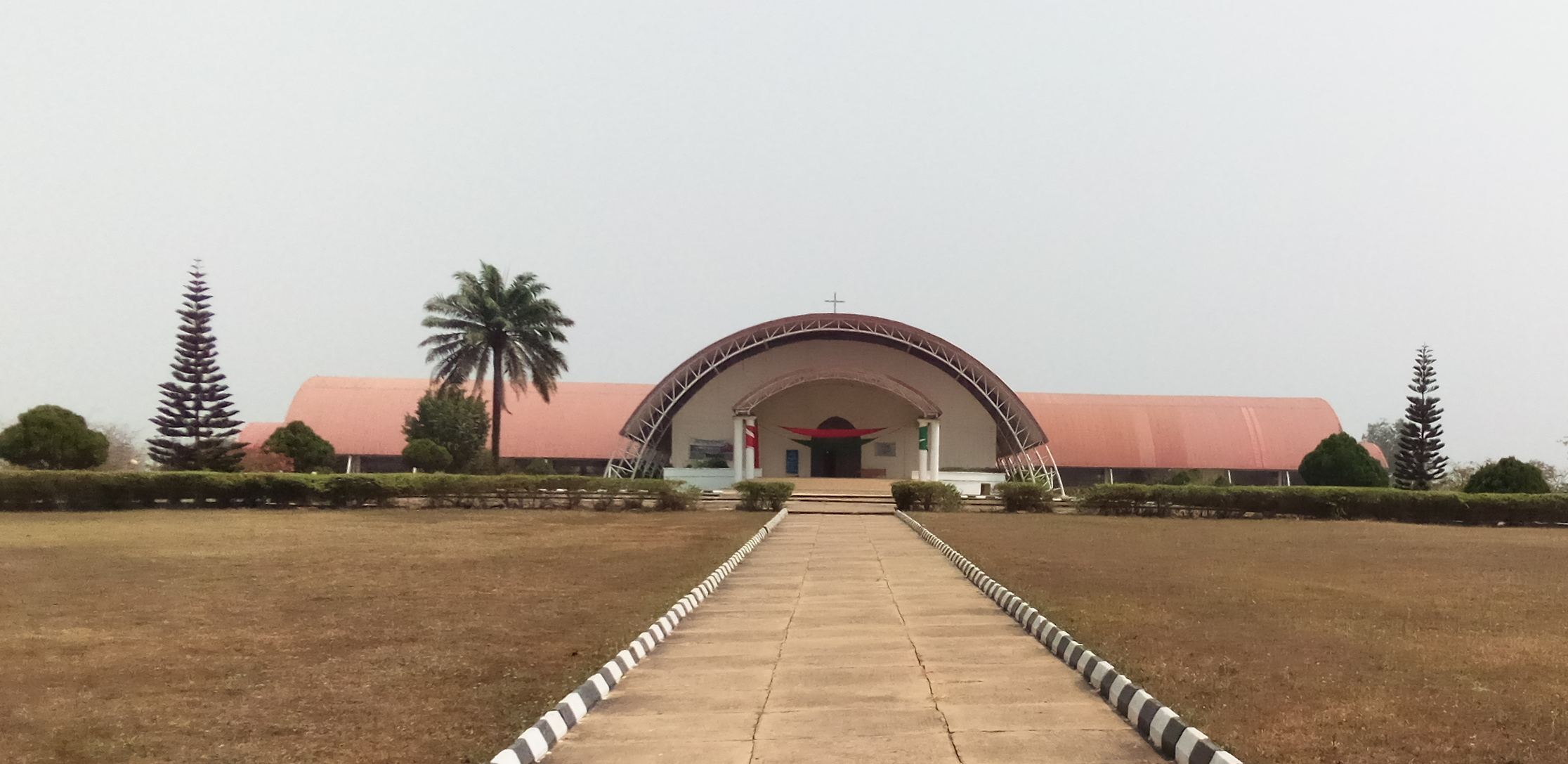
Centre de culte Bowen
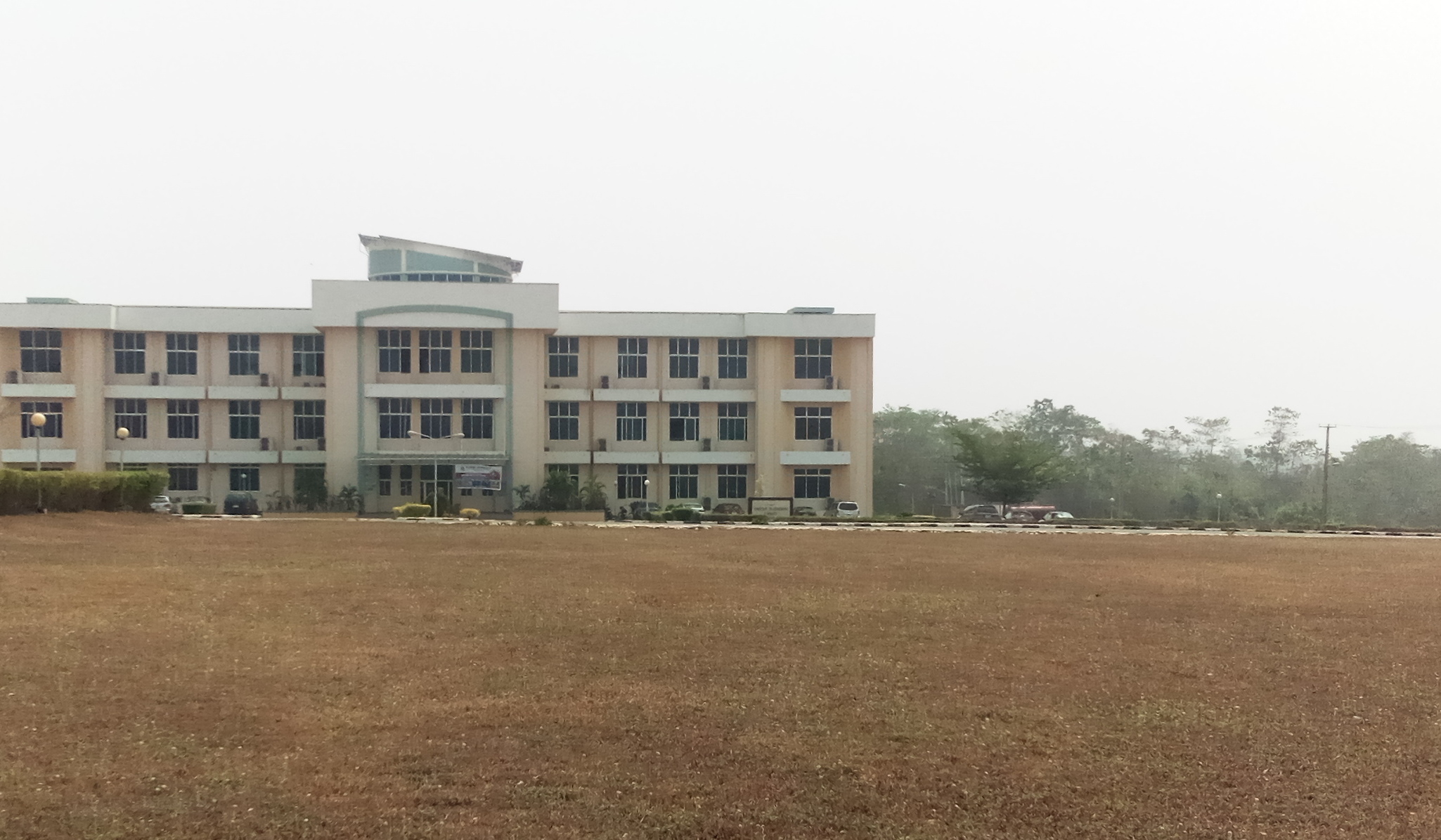
Bibliothèque Timothy Olagbenro
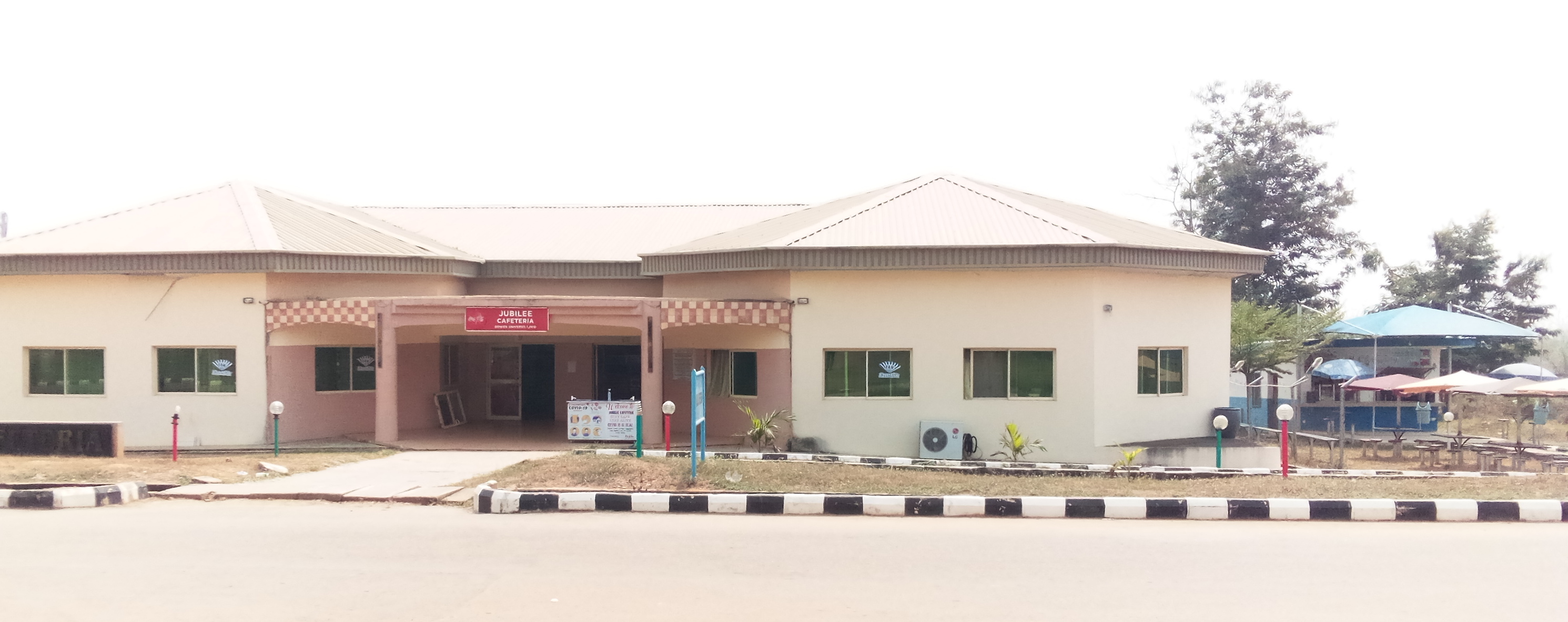
Cafétéria du Jubilé